# Соловйов Костянтин Степанович
Костянтин Степанович Соловйов (1897 — після 1937, тепер Російська Федерація) — радянський діяч. Кандидати у члени ЦВК СРСР 1-го скликання. Член Центральної контрольної комісії ВКП(б) у 1925—1927 роках. 

## Життєпис
Член Партії соціалістів-революціонерів (есерів) у 1914—1915 роках. Член РСДРП(б) з 1915 року. 
Учасник Жовтневого перевороту 1917 року.
З 1918 року — в Червоній армії, учасник громадянської війни в Росії.  
Потім — на відповідальній роботі в Петроградській Раді народного господарства.
З 1925 року входив до «нової» («ленінградської») опозиції. З 1926 року належав до «Об'єднаної опозиції», очолюваної Троцьким, Зінов'євим і Каменєвим.
У 1927 році керував будівельною конторою в місті Уфі.
За належність до лівої опозиції 14 листопада 1927 року був виведений із складу членів ЦКК, а 18 грудня 1927 року, на XV з'їзді ВКП(б), в числі 75 «активних діячів троцькістської опозиції» був виключений з партії. Після подання заяви про відхід від опозиції 22 червня 1928 року відновлений в членах ВКП(б).
З 1928 року — на господарській роботі.
До грудня 1934 року — керуючий тресту «Союзарматура» Народного комісаріату важкої промисловості СРСР у місті Ленінграді.
Після вбивства 1 грудня 1934 року С. М. Кірова знову виключений із ВКП(б). Заарештований 16 грудня 1934 року. За звинуваченням у контрреволюційній терористичній діяльності Особливою нарадою при НКВС СРСР 16 січня 1935 року засуджений до 5 років ув'язнення.
23 квітня 1957 року посмертно реабілітований Військової колегією Верховного суду СРСР.